# Барнеа, Нахум
Нахум Барнеа (ивр. נחום ברנע‎, род. 1944) — израильский журналист и писатель, ведущий обозреватель и автор редакционных статей газет «Едиот Ахронот» и «Ha'Ayin HaShevi'it» («Седьмой глаз»). Лауреат Государственной премии Израиля за 2007 г.

## Биография
Нахум Барнеа родился в Петах-Тикве (подмандатная Палестина), в 1944 г. Его отец, Йосеф Борштейн, учитель по специальности, был командиром подпольной радиостанции Хаганы , затем занимал должности начальника отдела пропаганды Хистадрута, вице-мэра муниципалитета Тель-Авива. Мать Нехама, журналист и юрист, была 1-м пресс-секретарем полиции Израиля. Он вырос в доме, который жил в атмосфере общественной жизни страны со всеми переживаемыми ею конфликтами. Барнеа вспоминает, что прочитывал каждое слово в 12 ежедневных газетах, издаваемых тогда в Израиле, от «Коль ха-Ам» коммунистов до правой «Херут», которые отец старался приносить домой.
Служил в Армии обороны Израиля как десантник в боевом подразделении бригады Нахаль и продолжал служить в боевом резерве («милуим») до окончания 1-й Ливанской войны (1982), когда ему исполнилось 48 лет. Участник Шестидневной войны, Войны на истощение и «1-й Ливанской».
Он окончил Еврейский университет в Иерусалиме, получив степень бакалавра в области истории и политических наук.
Барнеа женат, отец троих детей. Его старший сын Йонатан, солдат срочной службы, погиб 25 февраля 1996 в результате теракта в автобусе №18 (англ.) в Иерусалиме, когда возвращался к месту службы.

## Карьера журналиста
(по )
- 1965—1967: начал писать статьи для студенческой газеты «Pi Ha'Aton» («Уста осла») во время учёбы в университете, затем стал его редактором.
- 1966—1967: помощник пресс-секретаря почты Израиля.
- 1967—1982: газета «Давар» («Слово» — англ.); oт корреспондента по Иерусалиму до секретаря редакции и специального корреспондента и начальника бюро газеты в Вашингтоне. После возвращения из Вашингтона в 1977 — редактор колонки (колумнист) «Йоман» («Дневник») в еженедельном приложении к «Давар».
- 1982—1988: основатель и главный редактор еженедельника «Koteret Rashit» («Заголовок»); в этом издании выросла группа журналистов, которые сейчас работают в ведущих израильских СМИ.
- с 1989: после закрытия «Koteret Rashit» в конце 1988 Барнеа перешёл в газету «Едиот Ахронот» в качестве обозревателя и ведущего журналиста, чьи статьи стараются не пропускать. Его темы — главные события в Израиле и в мире, в том числе переговоры между Израилем и его соседями, операции Армии обороны Израиля, размежевание с Газой, война в Боснии, теракты 11/09, последствия урагана в Нью-Орлеане и другие.
- с 1996 он также член редакции и журналист издания «Ha'Ayin HaShevi'it» («Седьмой глаз», англ.), посвященного работе СМИ и выходящего раз в два месяца[3].

В 2006, когда началась 2-я Ливанская война, Барнеа находился в Вашингтоне в «Saban Center for Middle East Policy» (англ.), где готовил к изданию свою монографию об отношениях правительств Дж. Буша и А. Шарона. Он прервал командировку и вернулся в Израиль. В ходе войны он, в том числе, сопровождал бойцов бригады Александрони во время операций на территории Ливана. В статьях, написанных им после возвращения, впервые было сказано о проблемах и ошибках этой войны.

## «Тест на линч»
Барнеа сформулировал «Тест на линч» (англ.) для израильских журналистов по их отношению «линчу в Рамалле» (2000) и по тому, критикуют ли они арабский терроризм. В частности, это относилось к Акиве Эльдару. Согласно Кеннет Левин (англ.), это редкий случай самокритики в израильских СМИ.

## Награды
В 1981 Барнеа награждён премией Соколова в области журналистики.
В 1997 был признан самым влиятельным журналистом за 50 лет истории Израиля в национальном опросе, проведенном 2-м каналом ТВ Израиля.
В 2007 стал лауреатом Государственной премии Израиля
В решении о присуждении премии было сказано:
- «Нахум Барнеа - журналист, которому почти каждый его молодой коллега стремится подражать. ... Барнеа всегда настаивает на том, чтобы быть как можно ближе к событиям, даже в местах социальной напряженности, во время войн и в дни терактов, даже когда его присутствие там угрожает его жизни»[13].

28 марта 2007 награждён президентом университета Тель-Авива «за достижения и его уникальный вклад в журналистской профессии в Израиле».
В 2008 награждён международной премией «Maria Grazia Cutul» в области журналистики.

## Критика
В 2006—2007 гг. Барнеа был подвергнут критике за защиту премьер-министра Эхуда Ольмерта (Йоав Ицхак) и критические статьи в адрес Государственного контролёра Михи Линденштрауса (англ.) и начальника бюджетного отдела министерства финансов д-ра Ярона Зелихи.
Кэролайн Глик считает, что «левые политические взгляды» Барнеа диктуют ему содержание и направленность публикуемых им материалов — «с ущербом для … читателей и для израильской демократии».

## Книги
(по )
- “They Shoot and They Cry” (1981)
- “Bibi Time” (1999)
- “My Journey with a Notebook” (2008)
- "Backchannel: Bush, Sharon, and the Uses of Unilateralism" (2006), at the Brookings Institution’s Saban Center for Middle East Policy.